# زیگوت (رویان‌شناسی)

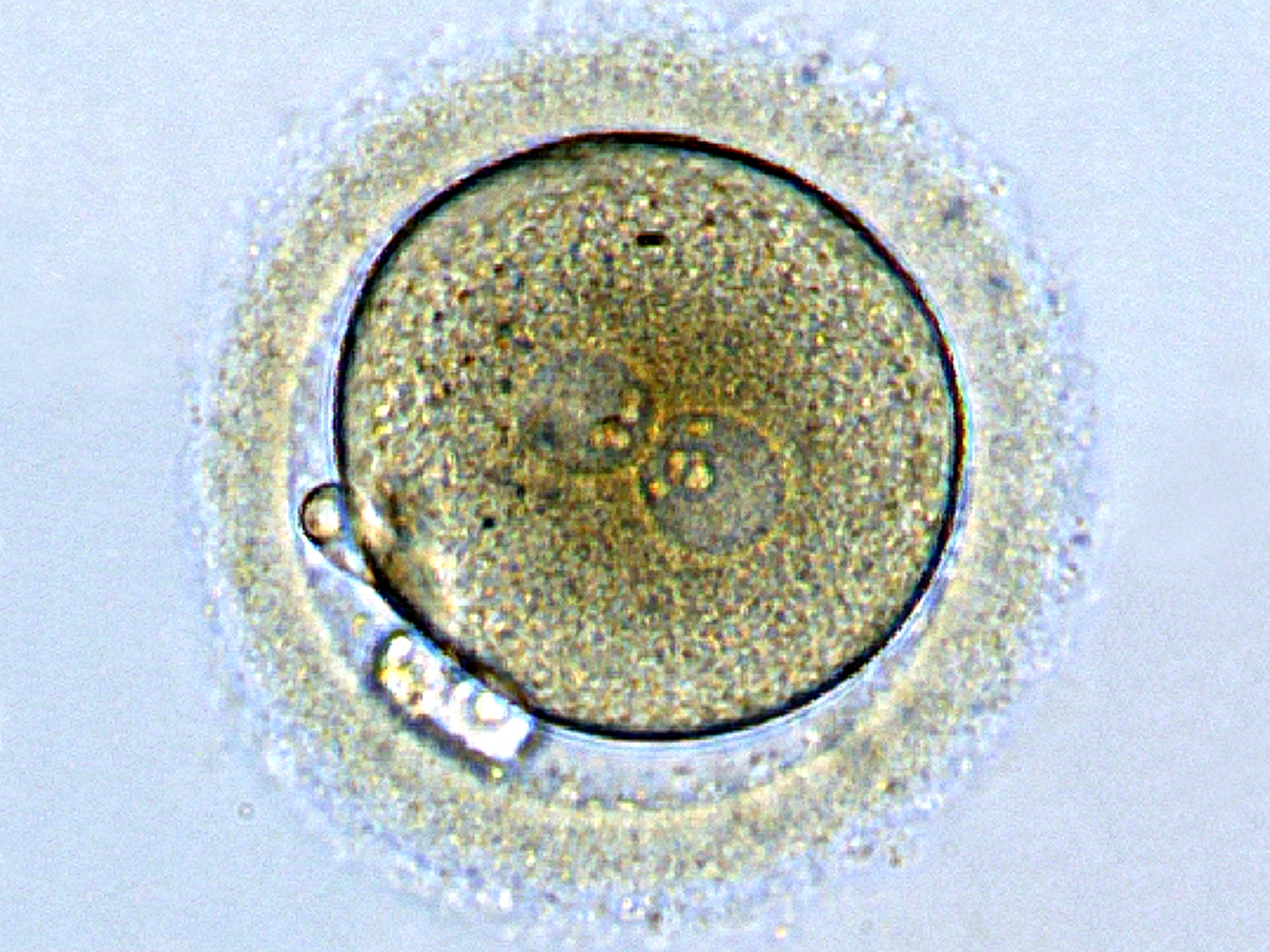
زاگ: یاخته مامه پس از بارورسازی با یاخته زامه. پیش‌هسته‌ای‌های (pronuclei) نر و ماده درحال همگرایی‌اند، اما مواد ژنتیکی هنوز یکی نشده‌اند.

زاگ یا زیگوت (به انگلیسی: Zygote) (از یونانی ζυγωτός با تلفظ zygōtos به معنای "پیوسته شده" یا "جفت شده" که آن هم از ζυγοῦν با تلفظ zygoun به معنای "پیوستن" یا "جفت شدن" می‌آید) یاخته هوهسته‌ای است که توسط رویداد باروَری میان کامه‌ها تشکیل شده. است ژنگان زاگ ترکیبی از دنا در هر کامه بوده و شامل تمامی اطلاعات ژنتیکی مورد نیاز برای تشکیل یک فرد جدید می باشد. در جاندارن چندیاخته‌ای، زاگ، جزو اولین مراحل تکوین است. در جاندار تک‌یاخته‌ای زاگ قادر است تا به صورت غیرجنسی توسط رِشتمان تقسیم شده و تولید زاده‌های یکسانی کند.
جانورشناسان آلمانی به نام اوسکار و ریچارد هرتویگ، در اواخر سده نوزدهم، برخی از پیشرفت‌های اولیه را در مورد زاگ‌های جانوری صورت دادند.

## واژه‌شناسی
فرهنگستان زبان و ادب فارسی، از آنجا که واژه تخم در برابر واژه‌های بیگانه بسیاری به کار می‌رود، برای خاص کردن واژه (Zygote)، واژه زاگ را برگزیده است. (زاگ) از واژه زایگ (Zāyag) فارسی میانه به معنای فرزند گرفته شده که به صورت زاگ، بازسازی شده است.

## قارچ‌ها
در قارچ‌ها، جوش خوردن جنسی یاخته‌های تک‌لادی را کاریوگامی نامند. نتیجه کاریوگامی، تشکیل یاخته دستگی به نام زاگ است. این یاخته بسته به چرخه زندگی گونه مورد نظر، ممکن است وارد چرخه کاستمان یا رِشتمان شود.

## گیاهان
در گیاهان، اگر بارورسازی بین کامه‌های تقلیل نیافته رخ دهد، زاگ ممکن است دستگی شود.
در گیاهان خشکی، زاگ در اتاقکی به نام مامه‌دان تشکیل می‌شود. در گیاهان بدون دانه، مامه‌دان بیشتر به شکل دمابان (شبیه قمقمه یا بالن در شیمی) است که گردن توخالی بلندی داشته و یاخته زامه از طریق آن وارد می‌گردد. تقسیم و رشد زاگ در داخل مامه‌دان نیز ادامه می‌یابد.